# 瓣睾刺缘吸虫
瓣睾刺缘吸虫（学名：Acanthoparyphium loborchis）为棘口科刺缘属的动物。在中国大陆，分布于福建等地，营寄生生活，寄生在肠。该物种的模式产地在福建。